# Municipio de West (Ohio)
El municipio de West (en inglés: West Township) es un municipio ubicado en el condado de Columbiana en el estado estadounidense de Ohio. En el año 2010 tenía una población de 3307 habitantes y una densidad poblacional de 36,37 personas por km².

## Geografía
El municipio de West se encuentra ubicado en las coordenadas 40°46′10″N 81°1′39″O / 40.76944, -81.02750. Según la Oficina del Censo de los Estados Unidos, el municipio tiene una superficie total de 90.92 km², de la cual 90,44 km² corresponden a tierra firme y (0,52 %) 0,48 km² es agua.

## Demografía
Según el censo de 2010, había 3307 personas residiendo en el municipio de West. La densidad de población era de 36,37 hab./km². De los 3307 habitantes, el municipio de West estaba compuesto por el 99,21 % blancos, el 0,15 % eran afroamericanos, el 0,03 % eran amerindios, el 0,06 % eran asiáticos, el 0,06 % eran de otras razas y el 0,48 % eran de una mezcla de razas. Del total de la población el 0,45 % eran hispanos o latinos de cualquier raza.